# Reichstett
 Reichstett (en alsacià Richstett) és un municipi francès, situat a la regió del Gran Est, al departament del Baix Rin. L'any 1999 tenia 4.882 habitants.
Forma part del cantó de Hœnheim, del districte d'Estrasburg i de la Strasbourg Eurométropole.

## Demografia
| 1962  | 1968  | 1975  | 1982  | 1990  | 1999  |
| ----- | ----- | ----- | ----- | ----- | ----- |
| 1.666 | 2.548 | 3.597 | 4.464 | 4.640 | 4.882 |

## Administració
| Període   | Identitat       | Partit |
| --------- | --------------- | ------ |
| 2001-2008 | Claude Marty    |        |
| 2008-     | Georges Schuler | UMP    |